# New South Wales
New South Wales (Nederlands, historisch: Nieuw-Zuid-Wales), vaak afgekort tot NSW, is een deelstaat van Australië. De hoofdstad is Sydney, de grootste stad in Oceanië.

## Geografie
De drie belangrijkste steden zijn, van noord naar zuid, Newcastle, Sydney en Wollongong, die allemaal aan de kust liggen. Andere steden zijn Albury, Broken Hill, Dubbo, Tamworth, Armidale, Lismore, Nowra en Coffs Harbour.
De staat ligt aan de oostkust van het continent, ten noorden van de deelstaat Victoria en ten zuiden van de deelstaat Queensland. In het westen grenst het aan Zuid-Australië. De kust grenst aan de Tasmanzee. New South Wales kent twee federale enclaves: het Australisch Hoofdstedelijk Territorium (ACT) en het Jervisbaaiterritorium.
New South Wales kan fysisch worden onderverdeeld in vier delen:
- Een smalle kuststrook, met een klimaat waarvan de temperatuur varieert van gematigd aan de uiterste zuidkust tot subtropisch aan de grens van Queensland.
- De bergachtige gebieden van het Groot Australisch Scheidingsgebergte en de hooglanden die eromheen liggen, zoals de Zuidelijke Hooglanden, Centraal Tablelands en de regio's van New England. Ook al zijn de bergwanden niet heel steil, toch komen vele bergtoppen boven de 1.000 meter uit, waarvan Mount Kosciuszko als hoogste piek 2.229 meter bereikt.
- De agrarische vlaktes, die een groot deel van de oppervlakte van de staat uitmaken. Deze gebieden zijn veel minder dichtbevolkt dan de kust. Dit deel is inclusief de regio Riverina.
- De droge, woestijnachtige vlaktes in het verre noordwesten van de staat, die ongeschikt zijn voor nederzettingen van enige grootte.

### Droogte
Periodes van droogte komen geregeld voor. Maar na een periode van extreme droogte werd New South Wales in augustus 2018 officieel uitgeroepen tot droogtegebied.

## Bestuurlijke indeling
New South Wales is opgedeeld in 152 Local Government Areas.

## Geschiedenis
Het is de oudste kolonie van de voormalige Australische kolonies van het Verenigd Koninkrijk. De kolonie werd gesticht in 1788 en omvatte oorspronkelijk veel meer van het Australische vasteland. In die tijd heette de westelijke helft van de kolonie Nieuw-Holland en de oostelijke helft Nieuw-Zuid-Wales. Nieuw-Holland werd wel vanuit Sydney bestuurd.
Gedurende de negentiende eeuw werden er grote gebieden afgescheiden om de Britse kolonies Van Diemensland (Tasmanië) (1825), Victoria (1851), Queensland (1859) en Zuid-Australië (1836) (dat in die tijd ook het Noordelijk Territorium omvatte) te vormen. Deze kolonies en West-Australië stemden in 1901 om samen verder te gaan als het Gemenebest van Australië.

## Toerisme
Toeristische trekpleisters in de staat zijn onder andere:
- De Blue Mountains, ten westen van Sydney. Een nationaal park met onder andere de rotsformatie Three Sisters.
- De Hunter Valley, 150 km ten noorden van Sydney. De oudste wijnstreek van Australië.
- De Snowy Mountains, tegen de grens met Victoria. Een populair skigebied.
- De hoofdstad Sydney.

## Overheid en regering
New South Wales is een constitutionele monarchie, met de Britse koning als staatshoofd. De koning wordt vertegenwoordigd door een gouverneur. Het parlement bestaat uit twee kamers, de Legislative Assembly (tweede kamer) en de Legislative Council (eerste kamer). Het hoofd van de regering is de premier, sinds 2023 is dit Chris Minns van de Australian Labor Party.

## Economie
New South Wales had in 2003 een totaal bruto nationaal product van ongeveer € 157 miljard (AU$ 266 miljard), wat overeenkomt met ongeveer € 24.000 (AU$ 40.000) per hoofd van de bevolking. Dit is net iets onder de belangrijkste economieën van de Europese Unie.